# John Illsley
John Illsley, född 24 juni 1949 i  Leicester, är en brittisk musiker som spelade elbas och deltog med sång i det brittiska rockbandet Dire Straits mellan 1977 och 1995. Han var den enda förutom bandets grundare, Mark Knopfler, som var med från start till upplösning.

## Dire Straits
John Illsley träffade Mark Knopfler 1977, då Illsley delade lägenhet med den yngre Knopfler-brodern, David.
Han berättar att han kom hem en tidig morgon och "gick in i vardagsrummet, och såg den här figuren ligga på golvet.. sovande.. med en gitarr över sina ben, och han hade.. somnat på golvet när han spelade.. hans huvud var liksom vridet bakåt, och det var en askkopp med fimpar och kaffe på golvet."  De blev snart introducerade för varandra och Dire Straits var strax ett faktum.

## Solokarriär

### Solodiskografi
- 1984 – Never Told a Soul
- 1988 – Glass
- 2007 – Live in Les Baux de Provence (med Cunla och Greg Pearle)
- 2008 – Beautiful You (med Greg Pearle)
- 2010 – Streets of Heaven
- 2014 – Testing the Water
- 2022 – VIII